# Butterlake
Butterlake ist ein Wohnplatz im Norden der Stadt Brandenburg an der Havel zwischen dem Stadtteil Hohenstücken und dem Wohnplatz Bohnenland. Benannt ist er nach der Butter Laake, einem intensiv landwirtschaftlich genutzten ehemaligen Feuchtgebiet in einer eiszeitlichen Schmelzwasserrinne. Der Wohnplatz ist von Eigenheimen und Wochenendhäusern geprägt. Angebunden wird er über die Stadtbuslinie C der Verkehrsbetriebe Brandenburg an der Havel GmbH (VBBr) und die regionale Buslinie 570 der Verkehrsgesellschaft Belzig mbH (VGB).